# Södra Rävsjön
Södra Rävsjön är en sjö i Ljusdals kommun i Hälsingland och ingår i Ljusnans huvudavrinningsområde. Sjön har en area på 0,171 kvadratkilometer och ligger 569,1 meter över havet. Sjön avvattnas av vattendraget Voxnan.

## Delavrinningsområde
Södra Rävsjön ingår i det delavrinningsområde (684486-143166) som SMHI kallar för Utloppet av Södra Rävsjön. Medelhöjden är 599 meter över havet och ytan är 6,48 kvadratkilometer. Det finns inga avrinningsområden uppströms utan avrinningsområdet är högsta punkten. Voxnan som avvattnar avrinningsområdet har biflödesordning 2, vilket innebär att vattnet flödar genom totalt 2 vattendrag innan det når havet efter 239 kilometer. Avrinningsområdet består mestadels av skog (97 procent). Avrinningsområdet har 0,17 kvadratkilometer vattenytor vilket ger det en sjöprocent på 2,7 procent.